# Michał Bernaczyk
Michał Piotr Bernaczyk (ur. 1979) – polski prawnik, dr hab. nauk prawnych, adiunkt Katedry Prawa Konstytucyjnego Wydziału Prawa, Administracji i Ekonomii Uniwersytetu Wrocławskiego.

## Życiorys
W 2003 ukończył studia prawnicze na Uniwersytecie Wrocławskim, 16 kwietnia 2007  obronił pracę doktorską Obowiązek bezwnioskowego udostępniania informacji publicznej, 23 listopada 2015 habilitował się na podstawie pracy zatytułowanej Prawo do informacji publicznej w Polsce i na świecie. Został zatrudniony na stanowisku adiunkta w Katedrze Prawa Konstytucyjnego na Wydziale Prawa, Administracji i Ekonomii Uniwersytetu Wrocławskiego.